# ギヨーム・ド・ラ・ペリエール

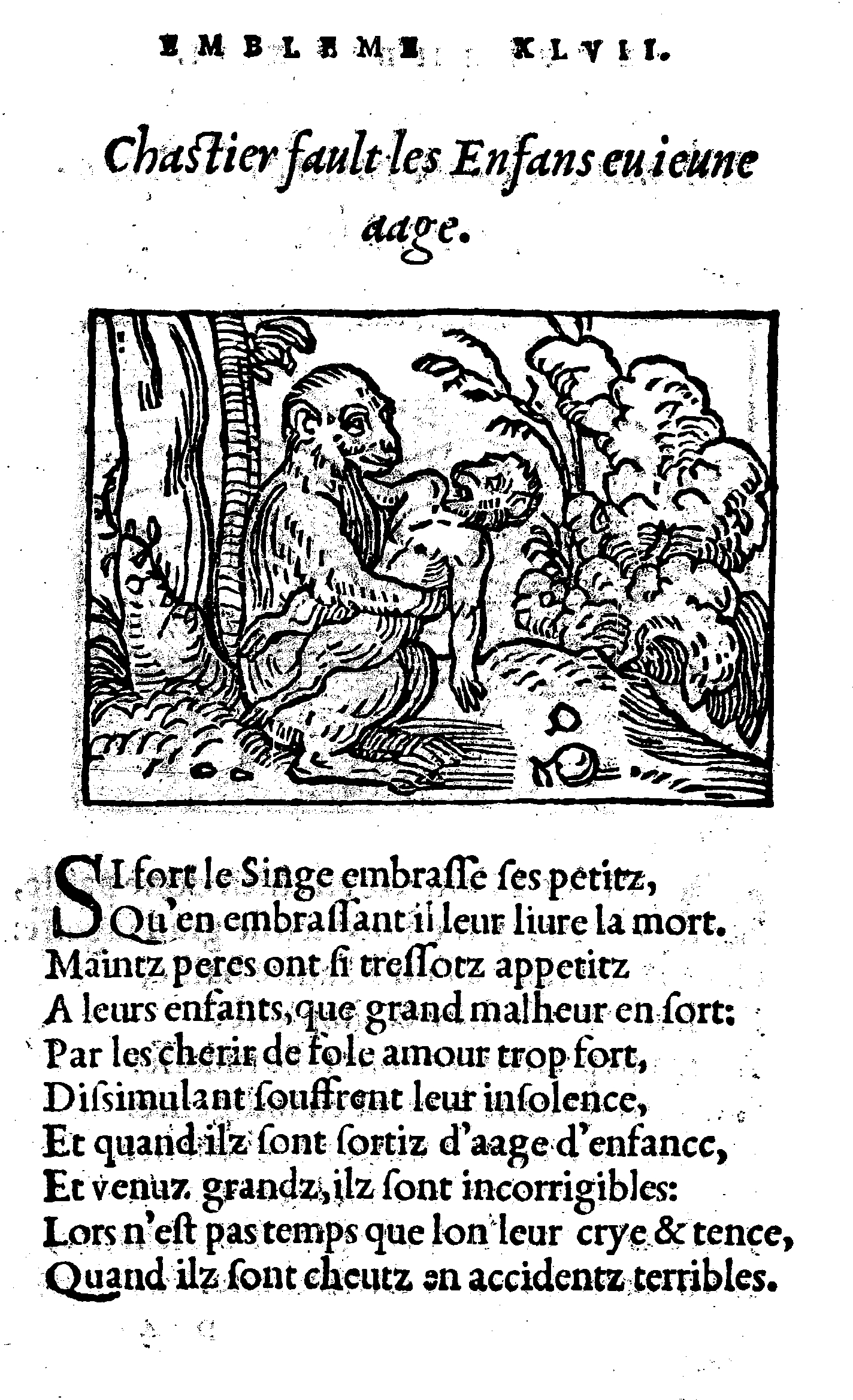
著書の画像

ギヨーム・ド・ラ・ペリエール（Guillaume de La Perrière, 1499年頃 - 1565年頃）は、フランスの詩人。トゥールーズの小貴族の家に生まれ、終生その地で過ごしたと推測されている。法学の学士号を取得したあと、様々な詩作品を出版した。当時特に話題となったのは、『良き創意の劇場 Le Théâtre des bons Engins 』（リヨン、刊行年未詳）である。これは、マルグリット・ド・ナヴァルに捧げられた詩集で、十行詩100篇が収められている。1539年にパリで再版された時に、それぞれの詩に対応するエンブレムの図柄が木版画で添えられ、視覚的な訴求力を持った。1545年にアンジェで、1547年、1549年、1553年にリヨンで、1550年、1554年、1580年にパリで、それぞれ版を重ねた。1552年にはトゥールーズ市当局の依頼で、市の年報の編纂を手掛けている。

## 書誌
- 『風刺的嘲罵 Invective satyrique 』（トゥールーズ、1530年）
- 『良き創意の劇場』（リヨン、刊行年未詳）
- 『フォワの年報 Les Annales de Foix 』（トゥールーズ、1539年）
- 『愛に関する百の考察 Les cent Considérations d’Amour 』（リヨン、1543年）
- 『物言う屋敷を持つ小廷臣 Le petit courtisan, avec la maison parlante 』（リヨン、1551年）
- 『四界の考察 Les considérations des quatre Mondes 』（リヨン、1552年）
- 『政治的鏡 Le miroir politique 』（リヨン、1555年）
- 『殺す文学と生かすエスプリの道徳的対話 Dialogue moral de la lettre qui occit et de l’esprit qui vivifie 』（刊行年未詳）